# Оренбург (станция)
Оренбург — сортировочная железнодорожная станция Оренбургского региона Южно-Уральской железной дороги, находящаяся в городе Оренбурге. Линия Оренбург — Орск электрифицирована переменным током, линия Оренбург — Бузулук не электрифицирована, линия на Соль-Илецк не электрифицирована. Адрес вокзала: 460006, Оренбургская область, г. Оренбург, Привокзальная площадь, дом № 1.
На станции, прямо против здания вокзала, расположено локомотивное депо Оренбург.

## История

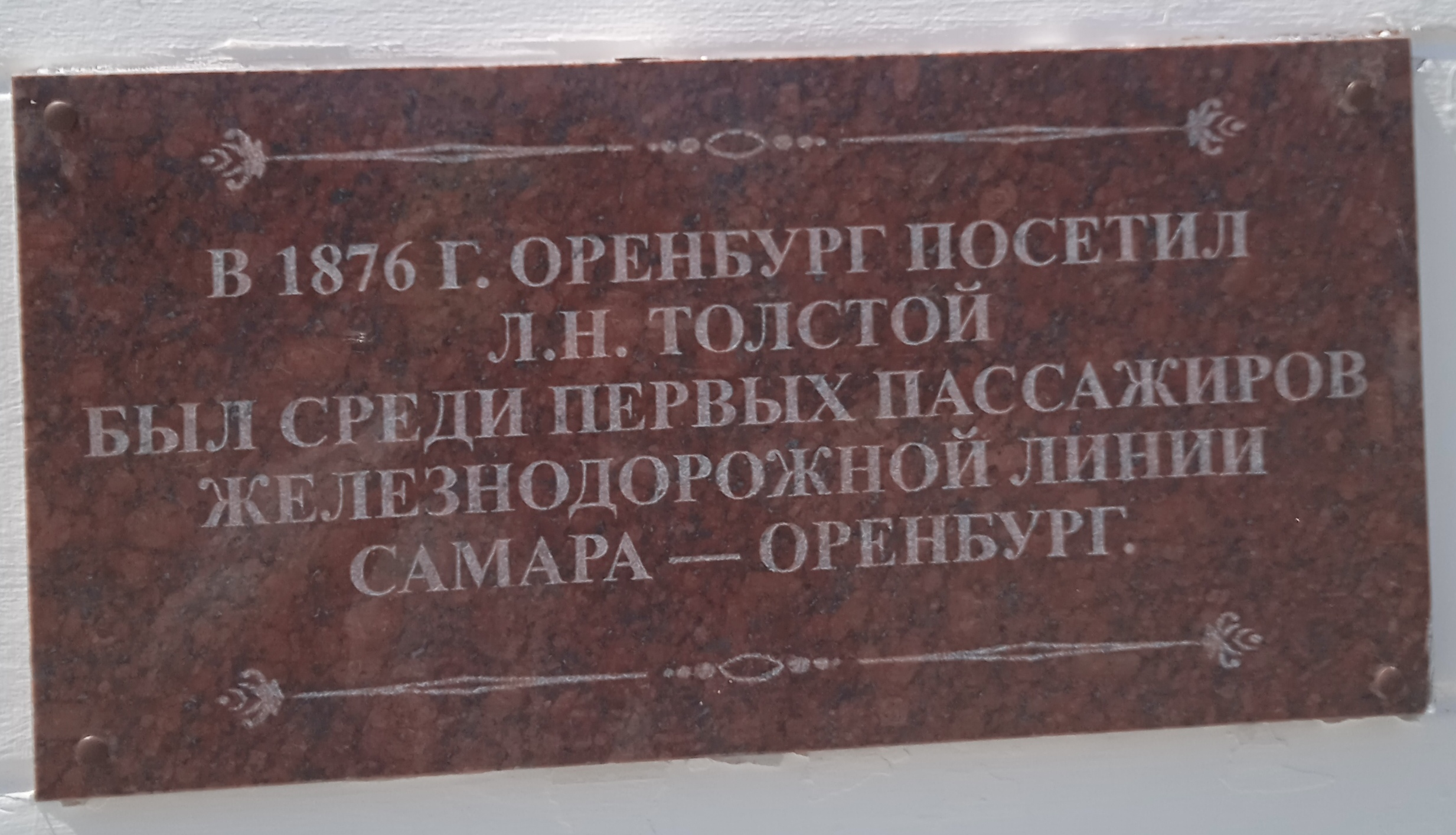
Лев Николаевич Толстой был одним из первых посетителей вокзала

Железная дорога до Оренбурга проложена в 1877 году. На Привокзальной площади было сооружено вокзальное здание, выполненное из кирпича. Первоначальный облик строения сохранился только на фотографиях. Сооружение создано в классическом стиле архитектуры XIX века и представляет собой соединение европейского и азиатского опыта строительства, который виден в куполах кровли боковых пристроек. Строение окрашено в бело-жёлтые цвета и украшено лепниной.

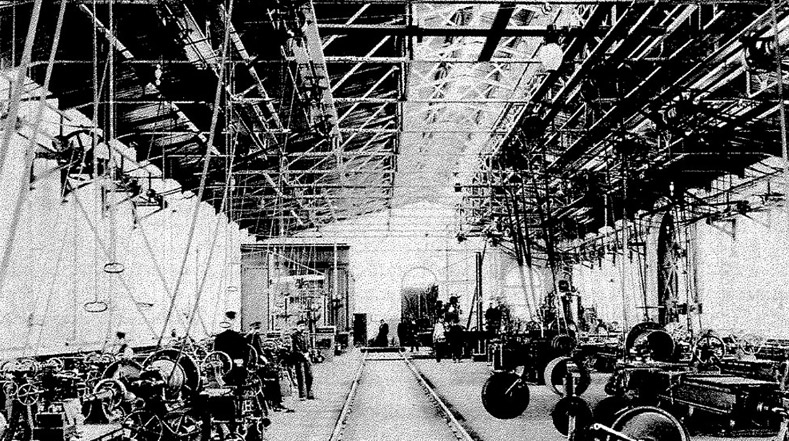
Главные железнодорожные мастерские на станции Оренбург (1901)

С увеличением пассажиропотока вокзальное здание стало тесным, пассажирам приходилось сидеть на скамейках, полу и лестницах. Первая реконструкция была проведена в 1935 году, тогда были выполнены боковые пристрои и площадь помещения увеличилась в два раза. В конце 1960-х годов над пристроями был надстроен второй этаж и для удобства пассажиров сооружён подземный переход под путями для выхода ко второму и третьему путям перрона. В подземной части строения были оборудованы автоматизированные камеры хранения. Таким железнодорожный комплекс оставался 35 лет.
В конце XX века на привокзальной площади возведено здание сервисного центра (новое вокзальное здание), где разместились билетные кассы. Компьютерная система продажи и бронирования билетов позволила устранить очереди у касс. Здесь расположились залы для обслуживания пассажиров, багажное отделение и администрация комплекса. Здание находится в собственности Южно-Уральской железной дороги.

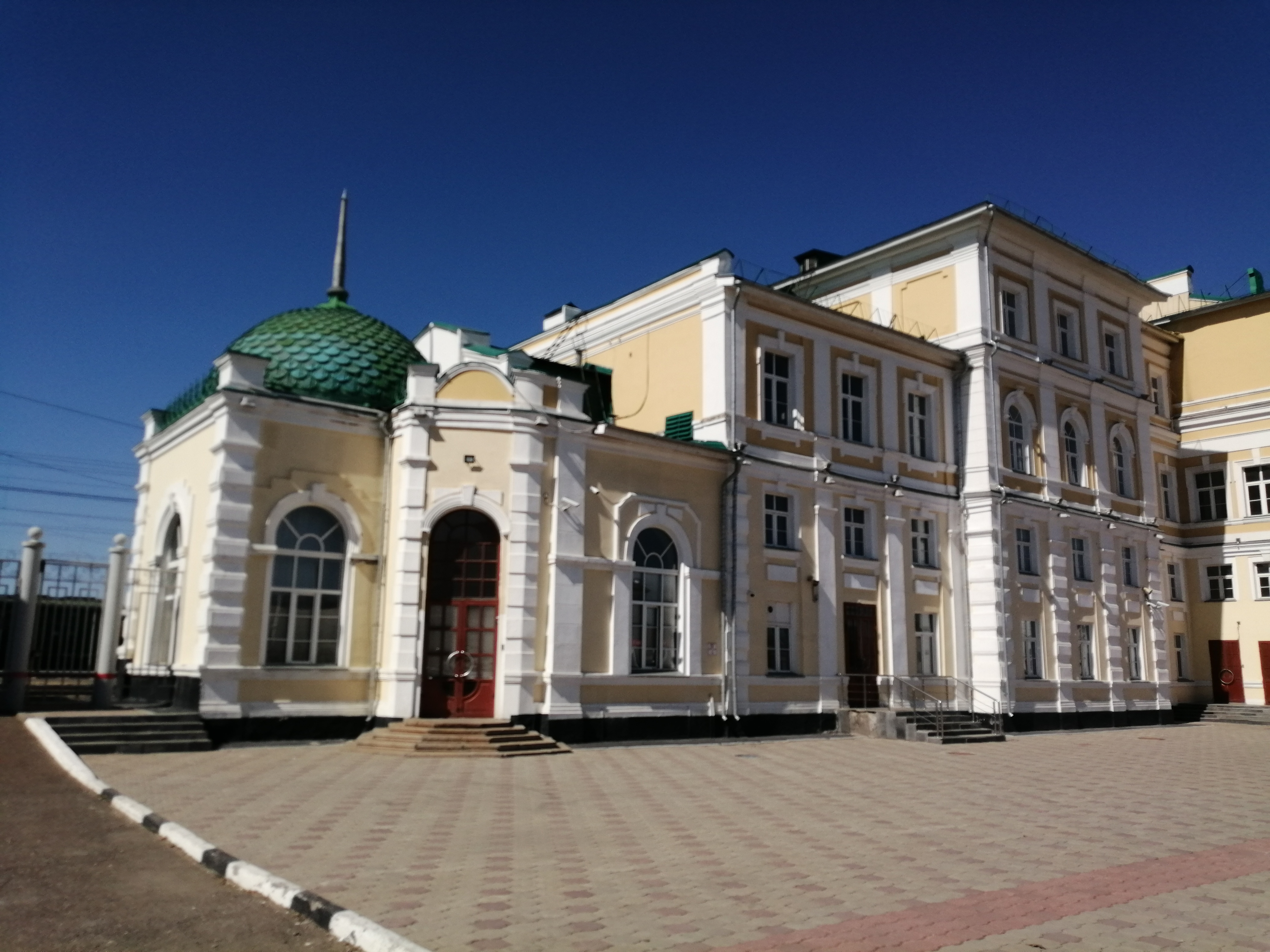
Левый пристрой вокзала

Старое вокзальное здание было отремонтировано в 2000—2006 годах. К 260-летнему юбилею города в 2003 году обновлён фасад строения и заменена его кровля, а в течение следующих трёх лет шли внутренние работы. Все эти годы строители проводили реконструкцию так, чтобы сохранить исторический облик здания. В январе 2007 года состоялось торжественное открытие обновлённого строения. Внутренние стены отделаны полированным камнем, сводчатый потолок скрывает современную систему кондиционирования, а освещают залы яркие люстры..

## Услуги
- Оформление билетов и их возврат, переоформление проездных документов, электронная регистрация билетов и оплата банковскими картами. Кассы дальнего и пригородного направлений находятся в трёхэтажном здании сервисного центра.
- Справочно-информационные услуги, в том числе информационные табло движения поездов.
- Камеры хранения багажа.
- Залы ожидания с буфетами, имеется зал повышенной комфортности.
- Объявления по громкой связи.
- Зимний сад.
- Гостиница с номерами различного класса на третьем этаже.
- Кафе-бар.
- Комната матери и ребёнка на втором этаже.
- Факс и электронная почта.
- Для людей с ограниченными возможностями предусмотрены пандусы и лифты, специальный билетный сервис и комнаты отдыха, при необходимости предоставляется бесплатная услуга сопровождения на территории комплекса и при посадке на поезд.
- Междугородняя и международная связь.

## Коммерческие операции, выполняемые на станции
- Продажа пассажирских билетов.
- Приём/выдача багажа.
- Приём/выдача повагонных отправок грузов (открытая площадка)
- Приём/выдача повагонных и мелких отправок (подъездные пути).
- Приём/выдача грузов в универсальных контейнерах(3 и 5 т).
- Приём/выдача грузов в универсальных контейнерах (20 т).
- Приём/выдача грузов в универсальных контейнерах (30 т).

## Пригородное сообщение
Пригородные поезда следуют до станций Бузулук, Илецк, Кувандык, Сакмарская, Чебеньки.

## Поезда дальнего следования
По состоянию на декабрь 2019 года через станцию курсируют следующие поезда дальнего следования:

### Круглогодичное движение поездов
| № поезда | Маршрут движения         | № поезда | Маршрут движения         |
| -------- | ------------------------ | -------- | ------------------------ |
| 5        | Ташкент — Москва         | 6        | Москва — Ташкент         |
| 17       | Бишкек — Москва          | 18       | Москва — Бишкек          |
| 31       | Оренбург — Самара        | 32       | Самара — Оренбург        |
| 111      | Орск — Кисловодск        | 112      | Кисловодск — Орск        |
| 121      | Екатеринбург — Оренбург  | 122      | Оренбург — Екатеринбург  |
| 131      | Орск — Москва            | 132      | Москва — Орск            |
| 137      | Оренбург — Москва        | 138      | Москва — Оренбург        |
| 149      | Андижан — Москва         | 150      | Москва — Андижан         |
| 341      | Нижневартовск — Оренбург | 342      | Оренбург — Нижневартовск |
| 343      | Челябинск — Адлер        | 344      | Адлер — Челябинск        |
| 365/366  | Челябинск — Ташкент      | 365/366  | Ташкент — Челябинск      |
| 379      | Новый Уренгой — Оренбург | 380      | Оренбург — Новый Уренгой |
| 381/382  | Уфа — Ташкент            | 381/382  | Ташкент — Уфа            |

### Сезонное движение поездов
| № поезда | Маршрут движения                  | № поезда | Маршрут движения                  |
| -------- | --------------------------------- | -------- | --------------------------------- |
| 241      | Иркутск — Адлер                   | 242      | Адлер — Иркутск                   |
| 249      | Новокузнецк — Имеретинский курорт | 250      | Имеретинский курорт — Новокузнецк |
| 251      | Барнаул — Адлер                   | 252      | Адлер — Барнаул                   |
| 269      | Чита — Адлер                      | 270      | Адлер — Чита                      |
| 273      | Северобайкальск — Адлер           | 274      | Адлер — Северобайкальск           |
| 481      | Ташкент — Самара                  | 482      | Самара — Ташкент                  |
| 519      | Орск — Анапа                      | 520      | Анапа — Орск                      |
| 545      | Орск — Имеретинский курорт        | 546      | Имеретинский курорт — Орск        |